# Aspidosiphonidae
Aspidosiphonidae is een familie in de taxonomische indeling van de Sipuncula (Pindawormen).
De familie Aspidosiphonidae werd in 1865 beschreven door De Quatrefages.

## Geslachten
De Aspidosiphonidae omvat drie geslachten:
- Aspidosiphon
- Cloeosiphon
- Lithacrosiphon

## Soorten

### Aspidosiphon
Ondergeslacht Akrikos
- Aspidosiphon (Akrikos) albus Murina, 1967[7][4][5]
- Aspidosiphon (Akrikos) mexicanus Murina, 1967[4][5]
- Aspidosiphon (Akrikos) thomassini Cutler and Cutler, 1979[4][5]
- Aspidosiphon (Akrikos) venabulum Selenka & Bulow, 1883[4][5]
- Aspidosiphon (Akrikos) zinni Cutler, 1969[7][4][5]

Ondergeslacht Aspidosiphon
- Aspidosiphon (Aspidosiphon) elegans (Chamisso and Eysenhardt, 1821)[4][5]
- Aspidosiphon (Aspidosiphon) exiguus Edmonds 1974[4][5]
- Aspidosiphon (Aspidosiphon) gosnoldi Cutler, E., 1981[4][5]
- Aspidosiphon (Aspidosiphon) gracilis (Baird, 1868)[4][5]
- Aspidosiphon (Aspidosiphon) misakiensis Ikeda 1904[4][5]
- Aspidosiphon (Aspidosiphon) muelleri Diesing 1851[4][5]
- Aspidosiphon (Aspidosiphon) spiralis Sluiter, 1902[7][4][5]

Ondergeslacht Paraspidosiphon
- Aspidosiphon (Paraspidosiphon) coyi de Quatrefages, 1865[4][5]
- Aspidosiphon (Paraspidosiphon) fischeri Broeke, A. ten, 1925[4][5]
- Aspidosiphon (Paraspidosiphon) laevis de Quatrefages, 1865[4][5]
- Aspidosiphon (Paraspidosiphon) parvulus Gerould, 1913[7][4][5]
- Aspidosiphon (Paraspidosiphon) planoscutatus Murina, 1968[4][5]
- Aspidosiphon (Paraspidosiphon) steenstrupii Diesing, 1859[4][5]
- Aspidosiphon (Paraspidosiphon) tenuis Sluiter, 1886[4][5]

### Cloeosiphon
- Cloeosiphon aspergillus (de Quatrefages, 1865)[4][5]

### Lithacrosiphon
- Lithacrosiphon cristatus (Sluiter, 1902)[4][5]
- Lithacrosiphon maldivensis Shipley 1902[4][5]